# Classifica quinquennale della CAF
La classifica quinquennale della CAF (in inglese CAF 5-Year Ranking) è, nel calcio, un sistema utilizzato per determinare il numero di club che ciascuna federazione calcistica africana associata alla CAF può far entrare nelle competizioni continentali per squadre di club.
Attualmente le federazioni classificate tra i primi dodici posti possono avere due partecipanti in ciascuna delle competizioni per club continentali in Africa, mentre le altre federazioni possono presentare un solo club per la partecipazione alle competizioni continentali.

## Introduzione della classifica
Prima del 2004, la CAF organizzava tre competizioni continentali per club (la CAF Champions League, la Coppa CAF e la Coppa delle Coppe d'Africa), e ad ogni federazione veniva permesso di presentare un singolo partecipante per ciascuna competizione.
Tuttavia, nel 2004, la Coppa CAF e la Coppa delle Coppe d'Africa furono soppresse e fuse in un unico torneo, la Coppa della Confederazione CAF. Anziché limitarsi ad ammettere un solo partecipante per ogni federazione presente in questa nuova competizione, la CAF decise di concedere due posti per ogni federazione e concesse un posto aggiuntivo in CAF Champions League per le prime dodici federazioni della nuova classifica denominata "CAF Ranking 5-Year".
Come con il ranking UEFA usato per le competizioni europee, il ranking CAF utilizza i risultati dei club africani nei tornei continentali delle ultime cinque stagioni (le competizioni assumono lo stesso valore). Ma ci sono alcune differenze:
- Sono incluse più competizioni (la Supercoppa CAF e la Coppa del mondo per club FIFA permettono alle squadre di ottenere punti)
- Il numero annuale dei punti acquisiti da una federazione, non si basa sul numero di partecipanti alle competizioni di club africane (federazioni di alto rango hanno una maggiore capacità di ottenere punti).
- I punti non vengono assegnati per i risultati delle singole partite, ma solo il livello finale di avanzamento determina punti di ranking (ad esempio la posizione in una fase a gironi).
- Solo le prime otto squadre che si classificano in ogni torneo possono ottenere i punti.

### Il sistema iniziale
La classificazione iniziale (per i tornei del 2004) è stata fatta in base alle prestazioni dei paesi nei cinque anni precedenti (1998-2002) nei tornei indetti dalla CAF.
Secondo questo sistema i primi 12 paesi sono stati la Tunisia (36 punti), l'Egitto (31 punti), la Costa d'Avorio (27 punti), il Marocco (24 punti), il Sud Africa (17 punti), l'Algeria (17 punti), il Camerun (14 punti), il Ghana (12 punti), l'Angola (12 punti), la Nigeria (10 punti), la Repubblica Democratica del Congo (8 punti), ed il Senegal (6 punti).

### Controversia sulla stagione 2005
Nel luglio 2004, la CAF informò i suoi membri che la classificazione della stagione 2005 per le diverse competizioni sarebbe stata la stessa di quella precedente (dal 1998-2002). Non è chiaro perché la CAF non ha aggiornato la classifica dagli anni dal 1999 al 2003 (seguendo l'esempio delle classifiche UEFA), nonostante avesse avuto abbastanza tempo per aggiornare il ranking. Da quella stagione, la CAF adotta per ogni stagione il ranking degli ultimi cinque anni, con un ritardo di un anno, ad esempio per la stagione 2009, la classifica tiene conto dei risultati dal 2003 al 2007.

### Il cambiamento del 2011
Nel dicembre 2010 la CAF ha cambiato il sistema di classificazione, eliminando la Supercoppa CAF e la Coppa del mondo per club FIFA nella compilazione dei punteggi e dando più importanza ai risultati più recenti. Per il 2011 sono stati ancora utilizzati i risultati dalla stagione 2005 alla stagione 2009, ma i punti a partire dal 2009 sono stati moltiplicati per 5, a partire dal 2008 per 4 e così via.

### L'espansione del 2017
Dalla stagione 2017 le fasi a gironi della CAF Champions League e della Coppa della Confederazione CAF sono state allargate da 8 a 16 squadre, divise in 4 gruppi da 5 squadre ciascuno, con l'aggiunta del turno dei quarti di finale nella fase a eliminazione diretta. La CAF aha annunciato l'introduzione di un nuovo sistema di classificazione nel marzo 2018.

### Il cambiamento del 2019-2020
Il ranking CAF della stagione 2019-2020 si è basato sui risultati in ciascuna delle due competizioni CAF (Champions League e Coppa della Confederazione) ottenuti dal 2015 al 2018-2019. Il 4 giugno 2019 la CAF ha annunciato questo cambiamento, che consiste nell'assumere come riferimento i risultati dal 2014 al 2018, come prevedeva il precedente sistema. L'unico cambiamento per le prime 12 federazioni classificate è stato l'inclusione della Tanzania e l'esclusione della Costa d'Avorio.

## Criteri per l'attribuzione dei punti
La CAF ha approvato i criteri di base, sulla base di quelli utilizzati per eleggere i migliori club del XX secolo, nel 2000, per l'attribuzione di punti nel 2003. Da allora, l'unico cambiamento (nel 2005) è stato l'aggiunta di criteri che premiano i club che hanno raggiunto le semifinali della Coppa del Mondo per club. Questa metodologia è stata utilizzata anche per creare una classifica di tutti i tempi per i club della CAF (la somma dei punti conquistati da ciascuna società è in base ai risultati ottenuti dal 1965).
La tabella seguente mostra gli anni in cui è stato eseguito il torneo (anche se per il ranking CAF hanno contato solo i risultati a partire dal 1998). Dal 2011, la Supercoppa e Coppa del Mondo FIFA Club sono stati esclusi.
| Competizione                                 | 6 Punti                              | 5 Punti                              | 4 Punti                              | 3 Punti                              | 2 Punti                              | 1 Punto                                       |
| Competizioni conteggiate nel ranking         | Competizioni conteggiate nel ranking | Competizioni conteggiate nel ranking | Competizioni conteggiate nel ranking | Competizioni conteggiate nel ranking | Competizioni conteggiate nel ranking | Competizioni conteggiate nel ranking          |
| -------------------------------------------- | ------------------------------------ | ------------------------------------ | ------------------------------------ | ------------------------------------ | ------------------------------------ | --------------------------------------------- |
| CAF Champions League 1997-                   |                                      | Campione                             | Finalista                            | Semifinalista                        | 3° nella fase a gruppi               | 4° nella fase a gruppi                        |
| Coppa della Confederazione CAF 2004-         |                                      |                                      | Campione                             | Finalista                            | 2° nella fase a gruppi               | 3° nella fase a gruppi 4° nella fase a gruppi |
| Competitions non più conteggiate nel ranking |                                      |                                      |                                      |                                      |                                      |                                               |
| Supercoppa CAF 1992-2010                     |                                      |                                      |                                      |                                      |                                      | Campione                                      |
| Coppa del mondo per club FIFA 2005-2010      | Campione                             |                                      | Finalista 3º posto                   |                                      | 4º posto                             |                                               |

## Ranking 2020-2021
I risultati si basano sul periodo 2016-2020.
Legenda
- CL: CAF Champions League
- CC: Coppa della Confederazione CAF
- Le federazioni classificate ai posti 1-12 possono iscrivere due squadre a ogni competizione CAF (Champions League e Coppa della Confederazione)

| Pos. | Pos. | Pos. | Federazione    | 2016 (× 1) | 2016 (× 1) | 2017 (× 2) | 2017 (× 2) | 2018 (× 3) | 2018 (× 3) | 2018–19 (× 4) | 2018–19 (× 4) | 2019–20 (× 5) | 2019–20 (× 5) | Totale |
| 2020 | 2019 | Mvt  | Federazione    | CL         | CC         | CL         | CC         | CL         | CC         | CL            | CC            | CL            | CC            | Totale |
| ---- | ---- | ---- | -------------- | ---------- | ---------- | ---------- | ---------- | ---------- | ---------- | ------------- | ------------- | ------------- | ------------- | ------ |
| 1    | 2    | +1   | Marocco        | 4          | 4          | 6          | 3          | 5          | 7          | 5             | 7             | 8             | 8             | 190    |
| 2    | 3    | +1   | Egitto         | 7          | 0          | 7          | 0.5        | 5          | 3          | 4             | 5             | 11            | 6             | 167    |
| 3    | 1    | –2   | Tunisia        | 0          | 3          | 7          | 5          | 9          | 0          | 8             | 6             | 6             | 0             | 140    |
| 4    | 5    | +1   | RD del Congo   | 0          | 5          | 1          | 5          | 3          | 4          | 5             | 0             | 4             | 1             | 83     |
| 5    | 4    | –1   | Algeria        | 0          | 4          | 4          | 2          | 5          | 2          | 5             | 1             | 3             | 1             | 81     |
| 6    | 6    | —    | Sudafrica      | 6          | 0          | 3          | 4.5        | 2          | 0          | 6             | 0             | 3             | 0.5           | 68.5   |
| 7    | 7    | —    | Zambia         | 4          | 0          | 2          | 2          | 2          | 0          | 0             | 2.5           | 1             | 2             | 43     |
| 8    | 9    | +1   | Nigeria        | 2          | 0          | 0          | 0.5        | 0          | 3          | 2             | 1             | 0             | 3             | 39     |
| 9    | 10   | +1   | Guinea         | 0          | 0          | 0          | 1          | 3          | 0          | 3             | 0             | 0             | 3             | 38     |
| 10   | 11   | +1   | Angola         | 0          | 0          | 0          | 1          | 4          | 0          | 0             | 0.5           | 4             | 0             | 36     |
| 11   | 8    | –3   | Sudan          | 0          | 0          | 3          | 2          | 0          | 0.5        | 0             | 2             | 2             | 0             | 29.5   |
| 12   | 18   | +6   | Libia          | 0          | 0.5        | 3          | 0          | 0          | 0          | 0             | 0             | 0             | 2             | 16.5   |
| 13   | 12   | –1   | Tanzania       | 0          | 0.5        | 0          | 0          | 0          | 0.5        | 3             | 0             | 0             | 0             | 14     |
| 14   | 13   | –1   | Costa d'Avorio | 1          | 0          | 0          | 0          | 0          | 2          | 1             | 0             | 0             | 0.5           | 13.5   |
| 15   | 14   | –1   | Kenya          | 0          | 0          | 0          | 0          | 0          | 1          | 0             | 2             | 0             | 0             | 11     |
| 15   | 20   | +5   | Zimbabwe       | 0          | 0          | 1          | 0          | 0          | 0          | 1             | 0             | 1             | 0             | 11     |
| 17   | 15   | –1   | Mozambico      | 0          | 0          | 3          | 0          | 0          | 1          | 0             | 0             | 0             | 0             | 9      |
| 18   | 16   | –2   | Rep. del Congo | 0          | 0          | 0          | 0          | 0          | 2          | 0             | 0.5           | 0             | 0             | 8      |
| 18   | 17   | –1   | Uganda         | 0          | 0          | 0          | 1          | 2          | 0          | 0             | 0             | 0             | 0             | 8      |
| 20   | 19   | –1   | Ghana          | 0          | 1          | 0          | 0          | 0          | 0.5        | 0             | 1             | 0             | 0             | 6.5    |
| 20   | 26   | +6   | Mali           | 0          | 0          | 0          | 0          | 0          | 0.5        | 0             | 0             | 0             | 1             | 6.5    |
| 22   | 20   | –2   | Ruanda         | 0          | 0          | 0          | 0          | 0          | 2          | 0             | 0             | 0             | 0             | 6      |
| 23   | 22   | –1   | eSwatini       | 0          | 0          | 0          | 1          | 1          | 0          | 0             | 0             | 0             | 0             | 5      |
| 24   | 23   | –1   | Etiopia        | 0          | 0          | 2          | 0          | 0          | 0          | 0             | 0             | 0             | 0             | 4      |
| 25   | 24   | –1   | Botswana       | 0          | 0          | 0          | 0          | 1          | 0          | 0             | 0             | 0             | 0             | 3      |
| 25   | 24   | –1   | Togo           | 0          | 0          | 0          | 0          | 1          | 0          | 0             | 0             | 0             | 0             | 3      |
| 27   | —    |      | Benin          | 0          | 0          | 0          | 0          | 0          | 0          | 0             | 0             | 0             | 0.5           | 2.5    |
| 27   | —    |      | Mauritania     | 0          | 0          | 0          | 0          | 0          | 0          | 0             | 0             | 0             | 0.5           | 2.5    |
| 29   | 28   | –1   | Burkina Faso   | 0          | 0          | 0          | 0          | 0          | 0          | 0             | 0.5           | 0             | 0             | 2      |
| 29   | 26   | –3   | Camerun        | 0          | 0          | 1          | 0          | 0          | 0          | 0             | 0             | 0             | 0             | 2      |
| 31   | 29   | –2   | Gabon          | 0          | 0          | 0          | 0.5        | 0          | 0          | 0             | 0             | 0             | 0             | 1      |

## Ranking 2021-2022
I risultati si basano sul periodo 2017-2021.
Legend
- CL: CAF Champions League
- CC: Coppa della Confederazione CAF
- Le federazioni classificate ai posti 1-12 possono iscrivere due squadre a ogni competizione CAF (Champions League e Coppa della Confederazione)

| Pos. | Pos. | Pos. | Federazione    | 2017 (× 1) | 2017 (× 1) | 2018 (× 3) | 2018 (× 3) | 2018–19 (× 3) | 2018–19 (× 3) | 2019–20 (× 4) | 2019–20 (× 4) | 2020–21 (× 5) | 2020–21 (× 5) | Totale |
| 2021 | 2020 | Mvt  | Federazione    | CL         | CC         | CL         | CC         | CL            | CC            | CL            | CC            | CL            | CC            | Totale |
| ---- | ---- | ---- | -------------- | ---------- | ---------- | ---------- | ---------- | ------------- | ------------- | ------------- | ------------- | ------------- | ------------- | ------ |
| 1    | 1    | —    | Marocco        | 6          | 3          | 5          | 7          | 5             | 7             | 8             | 8             | 4             | 6             | 183    |
| 2    | 2    | —    | Egitto         | 7          | 0.5        | 5          | 3          | 4             | 5             | 11            | 6             | 8             | 3             | 173.5  |
| 3    | 3    | —    | Tunisia        | 7          | 5          | 9          | 0          | 8             | 6             | 6             | 0             | 4             | 3             | 131    |
| 4    | 5    | +1   | Algeria        | 4          | 2          | 5          | 2          | 5             | 1             | 3             | 1             | 6             | 5             | 109    |
| 5    | 6    | +1   | Sudafrica      | 3          | 4.5        | 2          | 0          | 6             | 0             | 3             | 0.5           | 8             | 2             | 93.5   |
| 6    | 4    | –2   | RD del Congo   | 1          | 5          | 3          | 4          | 5             | 0             | 4             | 1             | 4             | 0             | 75     |
| 7    | 9    | +2   | Guinea         | 0          | 1          | 3          | 0          | 3             | 0             | 0             | 3             | 2             | 0             | 38     |
| 8    | 8    | —    | Nigeria        | 0          | 0.5        | 0          | 3          | 2             | 1             | 0             | 3             | 0             | 2             | 37.5   |
| 9    | 7    | –2   | Zambia         | 2          | 2          | 2          | 0          | 0             | 2.5           | 1             | 2             | 0             | 1.5           | 35     |
| 10   | 10   | —    | Angola         | 0          | 1          | 4          | 0          | 0             | 0.5           | 4             | 0             | 1             | 0             | 31.5   |
| 11   | 11   | —    | Sudan          | 3          | 2          | 0          | 0.5        | 0             | 2             | 2             | 0             | 2             | 0             | 30     |
| 12   | 13   | +1   | Tanzania       | 0          | 0          | 0          | 0.5        | 3             | 0             | 0             | 0             | 3             | 0.5           | 27.5   |
| 13   | 29   | +16  | Camerun        | 1          | 0          | 0          | 0          | 0             | 0             | 0             | 0             | 0             | 3             | 16     |
| 14   | —    |      | Senegal        | 0          | 0          | 0          | 0          | 0             | 0             | 0             | 0             | 1             | 2             | 15     |
| 15   | 12   | –3   | Libia          | 3          | 0          | 0          | 0          | 0             | 0             | 0             | 2             | 0             | 0.5           | 13.5   |
| 16   | 14   | –2   | Costa d'Avorio | 0          | 0          | 0          | 2          | 1             | 0             | 0             | 0.5           | 0             | 0             | 9      |
| 17   | 15   | –2   | Kenya          | 0          | 0          | 0          | 1          | 0             | 2             | 0             | 0             | 0             | 0             | 8      |
| 17   | 15   | –2   | Zimbabwe       | 1          | 0          | 0          | 0          | 1             | 0             | 1             | 0             | 0             | 0             | 8      |
| 19   | 18   | –1   | Rep. del Congo | 0          | 0          | 0          | 2          | 0             | 0.5           | 0             | 0             | 0             | 0             | 5.5    |
| 20   | 20   | —    | Mali           | 0          | 0          | 0          | 0.5        | 0             | 0             | 0             | 1             | 0             | 0             | 5      |
| 20   | 17   | –3   | Mozambico      | 3          | 0          | 0          | 1          | 0             | 0             | 0             | 0             | 0             | 0             | 5      |
| 20   | 18   | –2   | Uganda         | 0          | 1          | 2          | 0          | 0             | 0             | 0             | 0             | 0             | 0             | 5      |
| 23   | 29   | +6   | Burkina Faso   | 0          | 0          | 0          | 0          | 0             | 0.5           | 0             | 0             | 0             | 0.5           | 4      |
| 23   | 20   | –3   | Ghana          | 0          | 0          | 0          | 0.5        | 0             | 1             | 0             | 0             | 0             | 0             | 4      |
| 23   | 22   | –1   | Ruanda         | 0          | 0          | 0          | 2          | 0             | 0             | 0             | 0             | 0             | 0             | 4      |
| 26   | 23   | –3   | eSwatini       | 0          | 1          | 1          | 0          | 0             | 0             | 0             | 0             | 0             | 0             | 3      |
| 27   | 27   | —    | Benin          | 0          | 0          | 0          | 0          | 0             | 0             | 0             | 0.5           | 0             | 0             | 2      |
| 27   | 25   | –2   | Botswana       | 0          | 0          | 1          | 0          | 0             | 0             | 0             | 0             | 0             | 0             | 2      |
| 27   | 24   | –3   | Etiopia        | 2          | 0          | 0          | 0          | 0             | 0             | 0             | 0             | 0             | 0             | 2      |
| 27   | 27   | —    | Mauritania     | 0          | 0          | 0          | 0          | 0             | 0             | 0             | 0.5           | 0             | 0             | 2      |
| 27   | 25   | –2   | Togo           | 0          | 0          | 1          | 0          | 0             | 0             | 0             | 0             | 0             | 0             | 2      |
| 32   | 31   | –1   | Gabon          | 0          | 0.5        | 0          | 0          | 0             | 0             | 0             | 0             | 0             | 0             | 0.5    |

## Andamento delle federazioni nel ranking dal 2011
Legenda
- Le federazioni classificate ai posti 1-12 possono iscrivere due squadre a ogni competizione CAF (Champions League e Coppa della Confederazione
- — Nessun piazzamento (0 punti)

| Federazione        | Pos. (Punti) | Pos. (Punti) | Pos. (Punti) | Pos. (Punti) | Pos. (Punti) | Pos. (Punti) | Pos. (Punti) | Pos. (Punti) | Pos. (Punti) | Pos. (Punti) | Pos. (Punti) |
| Federazione        | 2011         | 2012         | 2013         | 2014         | 2015         | 2016         | 2017         | 2018         | 2018–19      | 2019–20      | 2020–21      |
| ------------------ | ------------ | ------------ | ------------ | ------------ | ------------ | ------------ | ------------ | ------------ | ------------ | ------------ | ------------ |
| Marocco            | 8 (20)       | 7 (27)       | 4 (62)       | 5 (53)       | 4 (44)       | 7 (29)       | 7 (24)       | 6 (41)       | 4 (84)       | 2 (153)      | 1 (190)      |
| Egitto             | 2 (83)       | 2 (81)       | 3 (64)       | 2 (70)       | 2 (80)       | 2 (81)       | 2 (80)       | 1 (85)       | 2 (106.5)    | 3 (120.5)    | 2 (167)      |
| Tunisia            | 1 (98)       | 1 (97)       | 1 (100)      | 1 (85)       | 1 (106)      | 1 (105)      | 1 (100)      | 2 (76)       | 1 (116)      | 1 (154)      | 3 (140)      |
| RD del Congo       | 5 (46)       | 3 (60)       | 5 (49)       | 6 (48)       | 3 (46)       | 3 (63)       | 3 (69)       | 3 (70)       | 3 (90)       | 5 (87)       | 4 (83)       |
| Algeria            | 6 (27)       | 6 (45)       | 7 (43)       | 7 (40)       | 7 (32)       | 4 (44)       | 4 (64)       | 4 (62)       | 5 (82.5)     | 4 (92)       | 5 (81)       |
| Sudafrica          | 14 (10)      | 16 (5)       | 17 (1)       | -            | 11 (20)      | 12 (16)      | 6 (27)       | 5 (45)       | 6 (78.5)     | 6 (76.5)     | 6 (68.5)     |
| Zambia             | 14 (10)      | 12 (13)      | 14 (10)      | 14 (7)       | 16 (4)       | 15 (6)       | 14 (4)       | 9 (18)       | 8 (38)       | 7 (40.5)     | 7 (43)       |
| Nigeria            | 3 (75)       | 4 (58)       | 2 (70)       | 3 (63)       | 5 (41)       | 11 (22)      | 12 (12)      | 12 (13)      | 13 (10.5)    | 9 (32.5)     | 8 (39)       |
| Guinea             | 18 (1)       | -            | -            | -            | -            | -            | -            | -            | 18 (5)       | 10 (30)      | 9 (38)       |
| Angola             | 11 (18)      | 12 (13)      | 9 (18)       | 10 (18)      | 12 (17)      | 13 (11)      | 13 (7)       | 17 (3)       | 17 (6)       | 11 (21.5)    | 10 (36)      |
| Sudan              | 4 (50)       | 5 (47)       | 6 (47)       | 4 (54)       | 6 (37)       | 5 (33)       | 5 (51)       | 7 (35)       | 7 (53)       | 8 (35)       | 11 (29.5)    |
| Libia              | 16 (9)       | 10 (16)      | 12 (11)      | 15 (6)       | 16 (4)       | 14 (7)       | 14 (4)       | 14 (8)       | 9 (19)       | 18 (10)      | 12 (16.5)    |
| Tanzania           | -            | -            | -            | -            | -            | -            | -            | 16 (5)       | 24 (2)       | 12 (18)      | 13 (14)      |
| Costa d'Avorio     | 7 (22)       | 12 (13)      | 12 (11)      | 15 (6)       | 13 (13)      | 6 (30)       | 9 (23)       | 8 (21)       | 10 (15)      | 13 (15)      | 14 (13.5)    |
| Kenya              | -            | -            | -            | -            | -            | -            | -            | -            | -            | 14 (14)      | 15 (11)      |
| Zimbabwe           | 12 (17)      | 9 (18)       | 11 (13)      | 13 (8)       | 18 (3)       | 18 (1)       | -            | -            | 18 (5)       | 20 (8)       | 15 (11)      |
| Mozambico          | -            | -            | -            | -            | -            | -            | -            | -            | 10 (15)      | 15 (13)      | 17 (9)       |
| Rep. del Congo     | -            | -            | -            | 9 (20)       | 9 (21)       | 8 (26)       | 7 (24)       | 10 (16)      | 15 (10)      | 16 (11.5)    | 18 (8)       |
| Uganda             | -            | -            | -            | -            | -            | -            | -            | -            | 18 (5)       | 17 (11)      | 18 (8)       |
| Ghana              | 13 (12)      | 15 (6)       | 16 (2)       | 12 (11)      | 14 (8)       | 15 (6)       | 14 (4)       | 15 (7)       | 22 (4)       | 19 (9)       | 20 (6.5)     |
| Mali               | 8 (20)       | 8 (21)       | 10 (16)      | 8 (31)       | 7 (32)       | 8 (26)       | 9 (23)       | 11 (15)      | 16 (8)       | 26 (3)       | 20 (6.5)     |
| Ruanda             | -            | -            | -            | -            | -            | -            | -            | -            | -            | 20 (8)       | 22 (6)       |
| eSwatini           | -            | -            | -            | -            | -            | -            | -            | -            | 18 (5)       | 22 (7)       | 23 (5)       |
| Etiopia            | -            | -            | -            | -            | 15 (5)       | 17 (4)       | 17 (3)       | 18 (2)       | 13 (10.5)    | 23 (6)       | 24 (4)       |
| Botswana           | -            | -            | -            | -            | -            | -            | -            | -            | -            | 24 (4)       | 25 (3)       |
| Togo               | -            | -            | -            | -            | -            | -            | -            | -            | -            | 24 (4)       | 25 (3)       |
| Benin              | -            | -            | -            | -            | -            | -            | -            | -            | -            | -            | 27 (2.5)     |
| Mauritania         | -            | -            | -            | -            | -            | -            | -            | -            | -            | -            | 27 (2.5)     |
| Burkina Faso       | 18 (1)       | -            | -            | -            | -            | -            | -            | -            | -            | 28 (2.5)     | 29 (2)       |
| Camerun            | 10 (19)      | 11 (14)      | 8 (19)       | 11 (12)      | 9 (21)       | 8 (26)       | 11 (19)      | 13 (12)      | 10 (15)      | 26 (3)       | 29 (2)       |
| Gabon              | 18 (1)       | -            | -            | -            | -            | -            | -            | -            | 23 (2.5)     | 29 (1.5)     | 31 (1)       |
| Guinea Equatoriale | 17 (2)       | 18 (1)       | -            | -            | -            | -            | -            | -            | -            | -            | -            |
| Niger              | -            | 16 (5)       | 15 (4)       | 17 (3)       | 19 (2)       | 18 (1)       | -            | -            | -            | -            | -            |